# Nocebo-effect
Het nocebo-effect is een negatief verwachtingseffect en de tegenhanger van het positieve verwachtingseffect dat bekend is als het placebo-effect. Populair gezegd: 'Angst maakt ziek'. Iemand met autoriteit kan door een ongunstige diagnose te stellen (per abuis of niet) een negatieve verwachting wekken.
Als er bovendien een onzeker klimaat is, zal deze diagnose sneller worden aangenomen. Bij onzekere, suggestibele mensen zal het effect groter zijn. Het zelfgenezend vermogen kan ernstig verzwakken door deze negatieve invloeden.

## Oorsprong
Nocebo komt van het Latijn en betekent letterlijk "ik zal schaden". Hoewel de term 'nocebo' voor het eerst gebruikt is door Walter Kennedy in 1961 kreeg de term pas ruimere bekendheid sinds de jaren 1990. Voor die tijd werd uitsluitend gesproken over placebo.

## Verwachtingseffect
Voorbeelden van nocebo’s zijn negatieve diagnoses, zowel van deskundige hulpverleners als kwakzalvers. Ook voodoo en dergelijke praktijken kunnen een aantoonbaar nocebo-effect oproepen.
Als bijvoorbeeld een naaste vertelt dat zij een bepaald medicament niet verdroeg en allerlei bijwerkingen kreeg, dan is de kans aanwezig dat de patiënt door het nocebo-effect deze bijwerkingen ook krijgt bij hetzelfde middel. Aan de andere kant, als de arts door een positieve beschrijving een positieve verwachting wekt over het middel, kan het middel een placebo-effect veroorzaken. Een voorbeeld van het nocebo-effect was in 1999 in België, waar mensen echt ziek werden door het persbericht dat er mogelijk wat aan de hand was met de Coca-Cola.
Sommige ziektebeelden zijn meer nocebo-gevoelig dan anderen. Allergieën en astma zijn zeer nocebo-gevoelig. Als iemand die allergisch reageert op rozen een plastic roos ziet, kan hij een allergische reactie krijgen.